# ملجمة المجسمة
كتاب ملجمة المجسمة أو الملجمة للمجسمة هو كتاب من تأليف الإمام علاء الدين البخاري الحنفي الماتريدي (ت 841هـ) قام فيه بالرد على ابن تيمية. حدثت بسبب الكتاب فتنة بين الحنابلة والأشاعرة سنة 835 هـ.

## محتوى الكتاب
قام فيه بالرد على ابن تيمية وذكر أنه لما عرف مذهبه في أثناء زيارته للشام، ودرسه، أدرك أنه يقوم على أربعة أصول غلط فيها ابن تيمية وفرع عليها مسائل كثيرة، وهذه المسائل الأربعة اثنين منها من مسائل العقيدة، أولاهما: تنزيه الله تعالى عن قيام الصفات الحادثة به، وعن التشبيه والتجسيم والتركيب ونسبة الأركان والأعضاء إليه، والثانية منهما: القول بفناء النار، ومن المعلوم أن القول بالتنزيه وبقاء النار من الأمور المقطوع بها في عقائد الإسلام. وأما المسألتان الفرعيتان اللتان أشار إليهما العلاء البخاري في الكتاب، فهما منعه لشد الرحال لزيارة قبور الأنبياء والصالحين، والثانية: عَدّه الطلاق الثلاثة دفعه واحدة غير واقع، فجحد وقوع الثلاث إذا أرسل جملة واحدة حسب عبارة العلاء البخاري.
فقام العلاء البخاري بتأليف هذا الكتاب للرد على هذه المسائل، وبيّن أن بعض ما دفعه لكتابة هذا الرد هو أن بعض من رد على ابن تيمية لجأ إلى طريقة المعارضة لأدلة ابن تيمية، ولم يشتغل بحل شبهه، ومنع ما استدل به، ليبطلها من أصلها، ويقول العلاء إن هذا الطريق - يعني المعارضة - مع سلامته في نفسه، إلا أنه إن لم يشفع بالمنع والنقض، فقد يتوهم بعض الضعفاء أن أدلة ابن تيمية لم تكن قوية عندما يرى لجوء خصمه إلى مجرد معارضته، ولو كانت في نفسها ضعيفة، لقام بنقضها أو منعها من أصلها. ولذلك العلاء البخاري رد عليه باستعمال الطرق الأصول في المجادلة بالتي هي أحسن. فقام بتأسيس أربعة أصول إذا انتفت بطلت أركان مذهب ابن تيمية.
وفي هذه الأصول: بين انبناء الشرع على العقل، وعدم معارضته لما يقطع به العقل، ولزوم الجزم ببطلان التسلسل في الماضي من جملة ما يقطع به العقل، وهذا الأمر من الأمور العظيمة التي يقول بها ابن تيمية، فهو يعتبر أن التسليم بالتسلسل في الماضي من أهم الأمور التي يتميز بها ما يسميه مذهب السلف، وليس هو مذهباً للسلف، بل مذهبه هو، ومذهب بعض المجسمة، وعلى هذا الأصل أقام قوله بقيام الحوادث بالذات الإلهية، أي الصفات الحادثة الأفراد القديمة النوع، كالكلام والغضب والرضا، وما يسميه بصفات الأفعال، وهي عنده في الحقيقة أفعال يفعلها الله تعالى في نفسه، ويوجدها في ذاته بقدرته وإرادته، يعتبرها ابن تيمية كمالات يتكمل بها الله تعالى شيئاً فشيئاً.
ومن هذه الأصول التي تكلم عليها العلاء البخاري لزوم كون الله تعالى غير مركب ولا متعدد في نفس الأمر، فالتركب والتعدد مستلزمان للافتقار، والله هو الغني الحميد. وذكر لزوم نفي كون صفات الله أعياناً، وهو الأمر الذي يثبته ابن تيمية، فيقول باليد والوجه وغيرهما وهي من الأعيان عنده، لا من المعاني القائمة بذات الله تعالى. فاشتمال الواجب على الأجزاء مستلزم لتعدده أو إمكانه، وكلاهما باطل.
وأنكر العلاء البخاري على ابن تيمية وأتباعه قولهم: لا يلزمنا من إثبات الحيز والجهة إثبات الجسمية، بحجة أن لازم المذهب لا يكون مذهباً، فقرر لهم مفهوم المذهب ولازم المذهب بكلام لطيف، فقال إن لازم المذهب هو: الحكم المظنون في صورةٍ ناشئاً عن الأمارة التي جعلها المجتهد دليلاً على مثل ذلك الحكم في صورة أخرى جائز الانفكاك عن هذه الأمارة في غير هذه الصورة، لفقد شرط أو وجود مانع. وضرب أمثلة على ذلك، ثم بين لمَ تكون الجسمية لازماً من لوازم مذهب هؤلاء، وهي مذهب لهم وإن لم يصرحوا بها. فقال ما نصّه: «...فإذن؛ يكون القول بأن الله مُتكّن على العرش مُتحيّز فيه، وأنه في جهة الفوق؛ قولاً بأنه جسم، لأن الجسمية من اللوازم العقلية للمُتحيز ولذي الجهة، ومن قال بأن الله جسم فهو كافر إجماعاً. ولهذا قال إمام الحرمين - يعني أبي المعالي الجويني - في (الإرشاد): إثبات الجهة لله كفر صراح».
وذكر في الأصل الثاني أن البحث الذي يطلب فيه القطع، فلا يصح الاعتماد فيه على ما لا قطع فيه، ومن جملة ذلك الظواهر لا سيما إذا كانت محتملة للتأويل، أو غير مقطوع بمدلول لها على سبيل التعيين. وذكر أيضاً أن عدم الإقدام على تعيين المعنى التأويلي لنص ما لا يستلزم وجوب حمله على ظاهره المعتاد، لاستلزام هذا الحمل للتجسيم والتشبيه، وهو ممنوع. فضلاً عن أن ما يزعم من كونه الظاهر لا يفيد إلا الظن، والمفروض أن المطلوب القطع، فمن أين يجب إذن حمله على الظاهر المظنون؟ هذا كله إذا لم نلاحظ كون الظاهر مصروفاً عن ما يزعم ظاهراً له، فالأمر أظهر إذا تبين أن الظاهر يجب صرفه لدليل كلي أفاد منع حمل النص على ما يفيد التشبيه والتجسيم، فمع هذا الصارف كيف يصح لأحد أن يقول إنني يجب أن آخذ بهذا الظاهر! وما دام السلف والخلف متفقين على عدم جواز حمل هذه الألفاظ على ظاهرها، فهي إذن ليست على المعاني الحقيقة المعتادة في عرفنا واستعمالنا، وما كان كذلك فهو مجاز، ويقول: «ولذلك أطبق السلف والخلف على تسمية هذه الآيات والأحاديث بآيات الصفات وأحاديث الصفات، لا بآيات الأعضاء وأحاديث الأجزاء». ثم نبَّه على فداحة ما يقوله ابن تيمية وأتباعه ونسبة ذلك إلى السلف الصالح المنزهين لله تعالى عن الأعضاء والأدوات والأركان، وأنهم قد أفسدوا كثيراً بهذه النسبة، لأنهم يضلون بها كثيراً من الناس. وذكر أن السلف والخلف قد اجتمعوا على التنزيه ونفي التشبيه، سواء أولوا على التعيين أو الإجمال والتفويض.
وفي الأصل الثالث: بين مفهوم الاستثناء المفرغ معتمداً على كلام النحاة (علماء اللغة العربية والنحو العربي)، ممهداً للرد على ابن تيمية في مسألة شد الرحال. وفي الأصل الرابع تكلم على العلاقة بين اللفظ ومدلوله، وعدم جواز تخلفها سواء كانت حقيقة أو مجازاً، وتخلف المدلول عن الدال محال، وسواء في ذلك أكان خبراً يحكي ما في الخارج، أم إنشاءً يوجد معناه في الخارج، ممهداً بذلك للرد على ابن تيمية في مسألة الطلاق.

## الفتنة التي حدثت بسبب الكتاب
في سنة 835 هـ حدثت فتنة بين الحنابلة والأشاعرة بسبب الكتاب بسبب تكفير علاء الدين لابن تيمية، فتعصب الحنابلة لابن تيمية، وألف ابن ناصر الدين كتاب الرد الوافر على من زعم أن ابن تيمية شيخ الإسلام كافر، وجمع الأقوال في فضل ابن تيمية وسرد أسماء من أثنى عليه وعظَّمه من أهل عصره، ثم أرسل الكتاب إلى القاهرة، فكتب له غالب المصريين بالتصويب، وخالفوا علاء الدين البخاري. وفي رجب 836 هـ اجتمع الشيخ سراج الدين الحمصي الشافعي بطرابلس مع شمس الدين بن زهرة شيخ الشافعية بعد ما بلغه ما وقع بين علاء الدين والحنابلة، فاستفتى له بعض المصريين، فاتفقوا على تخطئة علاء الدين البخاري، فلما بلغ الحمصي ذلك ألف قصيدة تزيد عن مائة بيت بوفاق المصريين وفيها أن من زعم كفر ابن تيمية هو الذي يكفر. فبلغ ذلك ابن زهرة فقال: كفر القاضي وقام الناس عليه، وفر الحمصي إلى بعلبك، وكاتب أحد رجال الدولة فأرسلوا له مرسومًا بالكف عنه فهدأ الأمر وسكن.

## نبذة عن المؤلف
ورد في كتاب الضوء اللامع لشمس الدين السخاوي أثناء ترجمته لعلاء الدين البخاري ما نصه: «أنه كان يسأل عن مقالات التقي بن تيمية التي انفرد بها فيجيب بما يظهر له من الخطأ فيها وينفر عنه قلبه، إلى أن استحكم أمره عنده فصرح بتبديعه ثم تكفيره ثم صار يصرح في مجلسه بأن من أطلق على ابن تيمية أنه شيخ الإسلام فهو بهذا الإطلاق كافر واشتهر ذلك».
قال الشيخ عبد الله الهرري في كتابه (المقالات السنية في كشف ضلالات أحمد بن تيمية) في فصل يسمى «ذكر بعض العلماء والفقهاء والقضاة الذين ناظروا ابن تيمية أو ردّوا عليه»: «العلَّامة علاء الدين البخاري الحنفي المتوفى سنة 841هـ، كفّره وكفّر من سمّاه شيخ الإسلام أي من يقول عنه شيخ الإسلام مع علمه بمقالاته الكفرية. ذكر ذلك الحافظ السخاوي في الضوء اللامع».

## وصلات خارجية
- صفحة الكتاب على موقع جودريدز
- الشيخ علاء الدين البخاري يكفر ابن تيمية